# Samsung Galaxy Tab 3 8.0
La Samsung Galaxy Tab 3 8.0 es una tableta basada en Android de 8 pulgadas producida y comercializada por Samsung Electronics. Pertenece a la tercera generación de la serie Samsung Galaxy Tab, que también incluye un modelo de 7 pulgadas y otro de 10,1 pulgadas, la Galaxy Tab 3 7.0 y la Galaxy Tab 3 10.1. Fue lanzada en los Estados Unidos en julio de 2013. A diferencia de las tabletas de 7 y 10,1 pulgadas, la Galaxy Tab 3 8.0 es una nueva categoría de tamaño de tableta en la serie Tab y hace su debut en esta generación de tabletas Galaxy.

## Historia
La Galaxy Tab 3 8.0 se anunció el 24 de junio de 2013. Se mostró junto con Galaxy Tab 3 7.0 y Galaxy Tab 3 10.1 en la Mobile World Conference de 2013. Samsung confirmó que la Galaxy Tab 3 8.0 se lanzaría en los EE. UU. el 7 de julio de 2013 con un precio de $ 299,99 para el modelo de 16 GB.

## Características
La Galaxy Tab 3 8.0 funciona con Android 4.2.2 Jelly Bean. Se esperaba que a partir del lanzamiento de verano de 2013 estuviera disponible una actualización a Android 4.3 Jelly Bean en el futuro; a principios de 2014, las noticias más recientes mostraron que 4.3 se salteó a favor de una actualización a Android 4.4 KitKat en algún momento de 2014. Samsung personalizó la interfaz con su software TouchWiz UX. Además de las aplicaciones de Google, como Google Play, Gmail y YouTube, tiene acceso a aplicaciones de Samsung como ChatON, S Suggest, S Voice, S Translator, S Planner, Smart Remote (Peel), Smart Stay, Multi-Window, Group Play y All Share Play.
La Galaxy Tab 3 8.0 está disponible en las variantes solo WiFi, 3G y Wi-Fi y 4G/LTE y Wi-Fi. Tiene almacenamiento de 16 GB o 32 GB según el modelo, con ranura para tarjeta microSDXC para ampliación. Tiene una pantalla LCD WXGA Super Clear de 8 pulgadas con una resolución de 1280x800 píxeles. También cuenta con una cámara frontal de 1.3 MP sin flash y una cámara trasera de 5.0 MP. También tiene la capacidad de grabar videos HD.